# The Love Album: Off the Grid
Ne doit pas être confondu avec The Love Album.
Albums de Diddy
Last Train to Paris
(2010)
Singles
1. Another One of Me
Sortie : 15 septembre 2023

The Love Album: Off the Grid est le cinquième album studio de Sean Combs (sous le nom de Diddy), sorti en 2023. Il sort sur les labels Love et Motown. Il s'agit de son premier projet solo depuis Press Play (2006).
Constitué de 23 titres, l'album contient de nombreuses apparitions d'autres artistes : The-Dream, Herb Alpert, Nova Wav, Busta Rhymes, Dawn Richard, Kalenna, Nija, Jozzy, Jacquees, Fabolous, Swae Lee, Summer Walker, French Montana, The Weeknd, 21 Savage, Justin Bieber, Jazmine Sullivan, Ty Dolla Sign, Kehlani, Coco Jones, Kalan.FrFr, K-Ci (en), Mary J. Blige, Teyana Taylor, Jeremih, Burna Boy, Babyface, John Legend et H.E.R.

## Historique
Le 22 août 2023, Diddy publie une bande-annonce de quatre minutes, incluant le nom de certains artistes comme Justin Bieber, Swae Lee, Mary J. Blige, Babyface, Jozzy, Yung Miami, French Montana, DJ Khaled, Teyana Taylor et 21 Savage. Un communiqué de presse décrit l'album « un voyage consistant à se retirer de la folie du monde avec un partenaire en éliminant toutes les distractions pour simplement s'aimer l'un l'autre. ». Diddy proclame également que « l'ère de l'amour est là » et que le « R&B est de retour » parallèlement à l'annonce. Il met aussi en avant que son projet contient la toute dernière collaboration" du chanteur canadien The Weeknd' de sa carrière, l'artiste canadien ayant déclaré qu'il ne figurerait plus sur des chansons d'autres artistes à l'exception de Daft Punk s'ils devaient se réunir.

## Singles
Le premier single est Another One of Me, collaboration avec French Montana, The Weeknd et 21 Savage.

## Liste des titres
| 1.    | Brought My Love (feat. The-Dream & Herb Alpert)                     | - Sean Combs - Terius Nash - Herb Alpert                         | 4:07 |
| 2.    | What's Love (feat. Nova Wav)                                        | - Combs - Brittany Coney - Denisia Andrews                       | 3:13 |
| 3.    | Deliver Me (feat. Busta Rhymes, Dawn Richard & Kalenna)             | - Combs - Trevor Smith, Jr. - Dawn Richard - Kalenna Harper      | 3:22 |
| 4.    | Stay Awhile (feat. Nija)                                            | - Combs - Nija Charles                                           | 2:36 |
| 5.    | Homecoming (feat. Jozzy)                                            | - Combs - Jocelyn Donald                                         | 3:10 |
| 6.    | Pick Up (feat. Jacquees & Fabolous)                                 | - Combs - Rodriquez Broadnax - Jason Phillips                    | 4:07 |
| 7.    | Tough Love (feat. Swae Lee)                                         | - Combs - Khalif Brown                                           | 4:21 |
| 8.    | Stay Long (feat. Summer Walker)                                     | - Combs - Summer Walker                                          | 2:25 |
| 9.    | It Belongs to You (feat. Jozzy)                                     | - Combs - Donald                                                 | 2:38 |
| 10.   | Another One of Me (feat. French Montana, The Weeknd & 21 Savage)    | - Combs - Karim Kharbouch - Abel Tesfaye - Shéyaa Abraham-Joseph | 3:50 |
| 11.   | Intermission                                                        | Combs                                                            | 2:40 |
| 12.   | Moments (feat. Justin Bieber)                                       | - Combs - Justin Bieber                                          | 4:40 |
| 13.   | Need Somebody (feat. Jazmine Sullivan)                              | - Combs - Jazmine Sullivan                                       | 4:21 |
| 14.   | Mind Your Business (Bosses in Love) (feat. Ty Dolla Sign & Kehlani) | - Combs - Tyrone Griffin, Jr. - Kehlani Parrish                  | 4:56 |
| 15.   | Nasty (interlude) (feat. Jozzy)                                     | - Combs - Donald                                                 | 1:41 |
| 16.   | Reachin' (feat. Ty Dolla Sign & Coco Jones)                         | - Combs - Griffin - Courtney Jones                               | 3:09 |
| 17.   | Stay, Pt. 1 (feat. Kalan.FrFr & K-Ci)                               | - Combs - Kalan Montgomery - Cedric Hailey                       | 3:38 |
| 18.   | I Like (feat. Mary J. Blige)                                        | - Combs - Mary J. Blige                                          | 3:48 |
| 19.   | Closer to God (feat. Teyana Taylor)                                 | - Combs - Teyana Taylor                                          | 4:06 |
| 20.   | Boohoo (feat. Jeremih)                                              | - Combs - Jeremy Felton                                          | 3:11 |
| 21.   | Burna Boy (interlude) (feat. Burna Boy)                             | - Combs - Damini Ogulu                                           | 1:11 |
| 22.   | Kim Porter (feat. Babyface featuring John Legend)                   | - Combs - Kenneth Edmonds - John Stephens                        | 7:10 |
| 23.   | Space (feat. H.E.R.)                                                | - Combs - Gabriella Wilson                                       | 6:01 |
| 84:00 |                                                                     |                                                                  |      |